# Uwe Wolf
Uwe Wolf (Neustadt (Coburg), 10 de agosto de 1967) es un ex-futbolista alemán, jugaba de defensor central su equipo de retiro fue el Sport Clube Freamunde de Portugal.

## Trayectoria
El defensor jugó desde 1974 hasta el primer FC 08 hoyos odio. En 1985 se fue a SV Waldhof Mannheim , pero permaneció sólo un año. De 1986 a 1989 estuvo en el equipo de SV Edenkoben . Desde 1989, jugó Wolf en la Bundesliga , hasta 1994, completó 81 juegos para el primero FC Nuremberg , donde marcó cinco goles, y en el 1994/95 temporada de nueve partidos con el TSV 1860 Múnich . Luego se mudó a México por unos cuantos años. Durante un año él jugó para Necaxa , con el que podría ganar el campeonato en 1996. Luego corrió un año para Puebla Fútbol Club. Durante este tiempo, Uwe recibió el apodo de ("el lobo"). En 1998 regresó a Europa, una temporada que estuvo en el equipo de SV Austria Salzburg , 1999/2000 jugó en el Dinamo Dresde . Al final de su carrera activa, todavía fue después de un año en Portugal SC Freamunde

## Clubes

### Como futbolista
| Club                  | País     | Año       |
| --------------------- | -------- | --------- |
| SV Edenkoben          | Alemania | 1986-1989 |
| FC Nuremberg          | Alemania | 1989-1994 |
| 1860 Munich           | Alemania | 1994-1995 |
| Club Necaxa           | México   | 1995-1996 |
| Puebla Fútbol Club    | México   | 1996-1997 |
| Atlético Yucatán      | México   | 1997-1998 |
| SV Austria Salzburg   | Austria  | 1998-1999 |
| Dinamo Dresde         | Alemania | 1999-2000 |
| Sport Clube Freamunde | Portugal | 2000-2002 |

### Como entrenador
| Club              | País     | Año       |
| ----------------- | -------- | --------- |
| 1860 Munich       | Alemania | 2009      |
| KSV Hessen Kassel | Alemania | 2011-2013 |
| Wacker Burghausen | Alemania | 2013-     |

## Palmarés

### Campeonatos nacionales
| Título                     | Club   | País   | Año     |
| -------------------------- | ------ | ------ | ------- |
| Primera División de México | Necaxa | México | 1994-95 |
| Primera División de México | Necaxa | México | 1995-96 |